# Формула Гелл-Мана — Нисидзимы
Фо́рмула Гелл-Ма́на — Нисидзи́мы в физике элементарных частиц связывает электрический заряд Q (в единицах элементарного заряда) адрона, его барионное число B, проекцию изоспина Iz и странность S:
{\displaystyle Q=I_{z}+{\frac {1}{2}}(B+S)=I_{z}+{\frac {1}{2}}Y,}
где {\displaystyle Y=B+S} — так называемый гиперзаряд. В этом виде формула была введена независимо Гелл-Маном и Нисидзимой в 1955—1956 годах, когда было обнаружено квантовое число странность; авторы вывели её из эмпирических данных, формула была важным шагом к разработке кварковой модели. После обнаружения новых ароматов кварков и соответствующих им квантовых чисел (очарования C, прелести B' и истинности T) формула приобрела такой вид:
{\displaystyle Q=I_{z}+{\frac {1}{2}}(B+S+C+B'+T)=I_{z}+{\frac {1}{2}}Y,}
в гиперзаряд вошли дополнительные слагаемые:
{\displaystyle Y=B+S+C+B'+T.}